# Планичић
Планичић је мало ненасељено острво у хрватском делу Јадранског мора.
Планичић је ниско острво високо до 3 метра који се налази 4,5 км источно од Олиба. Површина острва износи 0,08 км². Дужина обалске линије је 1,48 км.. 